# El Rodeo de la Cruz
El Rodeo de la Cruz är en ort i Mexiko.   Den ligger i kommunen San Martín Chalchicuautla och delstaten San Luis Potosí, i den sydöstra delen av landet, 210 km norr om huvudstaden Mexico City. El Rodeo de la Cruz ligger 145 meter över havet och antalet invånare är 130.
Terrängen runt El Rodeo de la Cruz är kuperad söderut, men norrut är den platt. Runt El Rodeo de la Cruz är det ganska tätbefolkat, med 90 invånare per kvadratkilometer. Närmaste större samhälle är Tamazunchale, 12,2 km väster om El Rodeo de la Cruz. Omgivningarna runt El Rodeo de la Cruz är en mosaik av jordbruksmark och naturlig växtlighet.